# Børnebyen
Børnebyen er et rekreativt område på ca. 7 tønder land, som indeholder 200 små grunde, der ligger sydøst for Vollsmose i Odense Kommune.
Området huser en række forskellige dyr bl.a. høns, geder, kaniner og marsvin.
Mellem 1974 og 1975 begyndte nogle afdelingsbestyrelser at arbejde for oprettelsen af Børnebyen. I 1978 blev der holdt et møde med den daværende rådmand for Magistratens 4. afdeling, Robert Dalskov Andersen. I november 1979 blev der foreslået et lokalplan, som blev godkendt af byrådet den 19. december 1979. I 1981 åbnede Børnebyen.